# Skyrunner World Series 2019
Navigation
2018 2021
Le Skyrunning World Series 2019 est la dix-huitième édition du Skyrunner World Series, compétition internationale de Skyrunning fondée en 2002 par la Fédération internationale de skyrunning. Contrairement aux années précédentes, la compétition ne comporte qu'une seule catégorie. Cette édition comporte 15 courses, dont 4 courses SuperSky attribuent le double de points. Seuls les meilleurs athlètes se qualifient pour la seizième et dernière course Sky Masters. Sheila Avilés et Ruy Ueda remportent le classement général. La saison 2019 est marquée par son ouverture internationale et la confrontation pour la victoire au classement masculin entre Oriol Cardona et Ruy Ueda.

## Règlement
Le calcul des points est identique dans les catégories féminines et masculines. Le score final cumule les 4 meilleures performances de la saison, incluant au maximum deux courses SuperSkys, ainsi que les points de la course SkyMasters. Les 20 premiers de chaque course obtiennent des points selon un barème unique. Les courses SuperSkys suivantes sont créditées du double de points : Transvulcania, Livigno SkyMarathon, Buff Epic Trail 42K et Matterhorn Ultraks Extreme.
Pour se qualifier pour la course finale, SkyMasters, de la compétition, les athlètes doivent remplir l'une des conditions suivantes :
- Être dans le top 30 du classement annuel
- Être dans le top 30 du classement des 52 dernières semaines
- Être dans le top 10 d'une course SuperSky
- Être dans le top 5 d'une course
- Être le vainqueur ou vainqueure d'une course du Skyrunner National Series
- Être le vainqueur ou vainqueure du classement final du Skyrunner National Series

| Classement                        | 1er | 2e  | 3e  | 4e  | 5e  | 6e  | 7e  | 8e | 9e | 10e | 11e | 12e | 13e | 14e | 15e | 16e | 17e | 18e | 19e | 20e |
| --------------------------------- | --- | --- | --- | --- | --- | --- | --- | -- | -- | --- | --- | --- | --- | --- | --- | --- | --- | --- | --- | --- |
| Points                            | 100 | 80  | 70  | 60  | 54  | 48  | 42  | 36 | 30 | 26  | 22  | 18  | 16  | 14  | 12  | 10  | 8   | 6   | 4   | 2   |
| Points pour les courses SuperSkys | 200 | 160 | 140 | 120 | 108 | 92  | 84  | 72 | 60 | 52  | 44  | 36  | 32  | 28  | 24  | 20  | 16  | 12  | 8   | 4   |
| Points pour la SkyMasters         | 250 | 200 | 175 | 150 | 135 | 120 | 105 | 90 | 75 | 65  | 55  | 45  | 40  | 35  | 30  | 25  | 20  | 15  | 10  | 5   |

A la fin de la saison, 75 000 € de dotations sont attribués aux 10 premiers des classements masculins et féminins.
| Classement | 1er    | 2e    | 3e    | 4e    | 5e    | 6e    | 7e    | 8e    | 9e    | 10e   |
| ---------- | ------ | ----- | ----- | ----- | ----- | ----- | ----- | ----- | ----- | ----- |
| Points     | 10 000 | 7 000 | 5 000 | 3 500 | 2 800 | 2 300 | 2 000 | 1 800 | 1 600 | 1 500 |

## Participants et favoris

### Favoris
Les vainqueurs des circuits Sky Classic et Sky Extra en 2018, Pascal Egli et Pere Aurell Bove seront parmi les favoris de la saison avec Dmitry Mityaev, Jonathan Albon, Oriol Cardona Coll, Pablo Villa, Petter Engdahl et Zaid Ait Malek. Chez les femmes, Ragna Debats, Holly Page et Hillary Gerardi seront prétendantes classement général après avoir remporté respectivement les classements Overall, Sky Classic et Sky Extra la saison précédente. Brittany Peterson, Ekaterina Mityaeva, Lina El Kott, Megan Kimmel, Sanna El Kott et Sheila Avilés comptent également parmi les favorites.

### Ouverture internationale
La saison 2019 confirme l'internationalisation croissante du circuit des Skyrunner world series. La fédération de skyrunning fait des efforts en ce sens, le calendrier comporte des courses dans 11 pays différents. Le nombre de pays représentés par les athlètes au départ du course est souvent mis en valeur par la fédération dans sa communication. Au classement général final de la saison 2019, le top 10 féminin comporte 9 nationalités et le top 10 masculin en comporte 7. Il y a 28 nationalités parmi les 100 premiers hommes et également 28 parmi les 100 premières femmes, pour au total 36 nationalités sur 200 athlètes,.

## Programme
| Nom de la course           | Distance | Dénivelé   | Pays     | Date              | Vainqueur                | Vainqueure            |
| -------------------------- | -------- | ---------- | -------- | ----------------- | ------------------------ | --------------------- |
| Mt Awa SkyRace             | 33 km    | 2 400 m D+ | Japon    | 21 avril 2019     | Ruy Ueda                 | Elisa Desco           |
| Yading Skyrun              | 32 km    | 2 354 m D+ | Chine    | 4 mai 2019        | Erenjia Jia              | Megan Kimmel          |
| Transvulcania              | 74 km    | 4 350 m D+ | Espagne  | 11 mai 2019       | Thibaut Garrivier        | Ragna Debats          |
| SkyRace des Matheysins     | 27 km    | 1 980 m D+ | France   | 19 mai 2019       | Bartlomiej Przedwojewski | Elena Rukhliada       |
| Madeira SkyRace            | 55 km    | 4 100 m D+ | Portugal | 1er juin 2019     | Pere Aurell              | Maria Koller          |
| Livigno Skymarathon        | 34 km    | 2 700 m D+ | Italie   | 15 juin 2019      | Ruy Ueda                 | Sheila Avilés         |
| Olympus Marathon           | 44 km    | 3 200 m D+ | Grèce    | 29 juin 2019      | Zaid Ait Malek           | Elisa Desco           |
| Buff Epic Trail 42K        | 42 km    | 3 325 m D+ | Espagne  | 14 juillet 2019   | Oriol Cardona Coll       | Sheila Avilés         |
| Royal Ultra SkyMarathon    | 52 km    | 4 000 m D+ | Italie   | 21 juillet 2019   | Cristian Minoggio        | Ragna Debats          |
| SkyRace Comapedrosa        | 21 km    | 2 280 m D+ | Andorre  | 28 juillet 2019   | Jan Margarit             | Sheila Avilés         |
| Tromsø Skyrace             | 57 km    | 4 700 m D+ | Norvège  | 3 août 2019       | Jonathan Albon           | Johanna Åström        |
| Matterhorn Ultraks Extreme | 24 km    | 2 800 m D+ | Suisse   | 23 août 2019      | Daniel Antonioli         | Johanna Åström        |
| ZacUp SkyRace              | 27 km    | 2 650 m D+ | Italie   | 15 septembre 2019 | Jean Baptiste Simukeka   | Denisa Dragomir       |
| Pirin Ultra SkyRace        | 66 km    | 4 400 m D+ | Bulgarie | 22 septembre 2019 | Beñat Marmissolle        | Ragna Debats          |
| Sky Pirineu                | 37 km    | 2 575 m D+ | Espagne  | 5 octobre 2019    | Jan Margarit             | Ainhoa Sanz Rodríguez |
| Sky Masters                | 27 km    | 2 600 m D+ | Italie   | 19 octobre 2019   | Ruy Ueda                 | Denisa Dragomir       |

## Résultats

### Hommes
La Mt Awa SkyRace est remportée par Ruy Ueda devant Oriol Cardona Coll et Jonathan Albon. La Yanding Skyrun est remportée par Jia Erenjia devant Oriol Cardona Coll et Bhim Gurung. Après 2 podiums en 2 courses, Oriol Cardona Coll prend la première place du classement général. Thibaut Garrivier remporte la Transvulcania et prend ainsi la première place du classement. La SkyRace des Matheysins est remportée par Bartlomiej Przedwojewski qui participe à sa première course du calendrier 2019, Thibaut Garrivier termine 6e et marque quelques points. Pere Aurell remporte la Madeira SkyRace. Ruy Ueda remporte sa seconde victoire de la saison sur le Livigno Skymarathon, où Oriol Cardona termine a nouveau sur le podium, ils prennent ainsi la tête du classement provisoire à égalité de points. L'Olympus Marathon est remporté par Zaid Ait Malek. Ruy Ueda et Oriol Cardona se confrontent de nouveau sur le Buff Epic Trail 42K, après avoir fait la course en tête, Ruy Ueda ralentit et termine 4e tandis qu'Oriol Cardona remporte la course et prend la tête du classement général avec 80 points d'avance sur Ueda. Thibaut Garrivier faisait son retour sur cette course après une blessure mais est contraint à l'abandon. Le Royal Ultra SkyMarathon n'attire pas les meilleurs athlètes du classement, Ruy Ueda y marque quelques points. Jan Margarit remporte la SkyRace Comapedrosa. La Tromsø Skyrace est remportée par Jonathan Albon qui atteint ainsi la 3e place provisoire au classement. Daniel Antonioli remporte le Matterhorn Ultraks Extreme puis termine à la troisième place de la ZacUp SkyRace (remportée par Jean Baptiste Simukeka). Zaid Ait Malek termine sur le podium de ces deux courses et se place ainsi troisième du classement provisoire. La Pirin Ultra SkyRace ext remportée par Beñat Marmissolle. Avant les deux dernières courses de la saison, Oriol Cardona est en tête du classement général et devance Ruy Ueda de seulement 10 points. Jan Margarit remporte la Sky Pirineu et confirme sa bonne forme en cette fin de saison. Cardona et Ueda terminent 3e et 4e avec une minute d'écart, la première place se joue donc sur la dernière course, pour laquelle il y a plus de points à gagner, avec une liste de départ de très haut niveau. Dans les trois derniers kilomètres des Skymasters, Ruy Ueda prend l'avantage sur son adversaire et remporte la course la plus prestigieuse de la saison et le classement général.
- Sky (100 points au vainqueur)
- SuperSky (200 points au vainqueur)
- MasterSky (250 points au vainqueur)

| Course                     | Vainqueur                | Deuxième            | Troisième          | Leader du classement général |
| -------------------------- | ------------------------ | ------------------- | ------------------ | ---------------------------- |
| Mt Awa SkyRace             | Ruy Ueda                 | Oriol Cardona Coll  | Jonathan Albon     | Ruy Ueda                     |
| Yading Skyrun              | Erenjia Jia              | Oriol Cardona Coll  | Bhim Gurung        | Oriol Cardona Coll           |
| Transvulcania              | Thibaut Garrivier        | Dmitry Mityaev      | Petter Engdahl     | Thibaut Garrivier            |
| SkyRace des Matheysins     | Bartlomiej Przedwojewski | Theo Detienne       | Rok Bratina        | Thibaut Garrivier            |
| Madeira SkyRace            | Pere Aurell              | Beñat Marmissolle   | Daniel Jung        | Thibaut Garrivier            |
| Livigno Skymarathon        | Ruy Ueda                 | Daniel Antonioli    | Oriol Cardona Coll | Ruy Ueda Oriol Cardona Coll  |
| Olympus Marathon           | Zaid Ait Malek           | Kiril Nikolov       | Pere Aurell        | Ruy Ueda Oriol Cardona Coll  |
| Buff Epic Trail 42K        | Oriol Cardona Coll       | Jonathan Albon      | Zaid Ait Malek     | Oriol Cardona Coll           |
| Royal Ultra SkyMarathon    | Cristian Minoggio        | Gautier Airiau      | Ruy Ueda           | Oriol Cardona Coll           |
| SkyRace Comapedrosa        | Jan Margarit             | Evgeny Markov       | Rok Bratina        | Oriol Cardona Coll           |
| Tromsø Skyrace             | Jonathan Albon           | Manuel Anguita Bayo | Daniel Jung        | Oriol Cardona Coll           |
| Matterhorn Ultraks Extreme | Daniel Antonioli         | Christian Mathys    | Zaid Ait Malek     | Oriol Cardona Coll           |
| ZacUp SkyRace              | Jean Baptiste Simukeka   | Zaid Ait Malek      | Daniel Antonioli   | Oriol Cardona Coll           |
| Pirin Ultra SkyRace        | Beñat Marmissolle        | Ander Iñarra        | Kiril Nikolov      | Oriol Cardona Coll           |
| Sky Pirineu                | Jan Margarit             | Stian Angermund-Vik | Oriol Cardona Coll | Oriol Cardona Coll           |
| Sky Masters                | Ruy Ueda                 | Oriol Cardona Coll  | Christian Mathys   | Ruy Ueda                     |

### Femmes
La Mt Awa SkyRace est remportée par Elisa Desco devant Megan Kimmel et Takako Takamura. La Yanding Skyrun est remportée par Megan Kimmel devant Ragna Debats et Ruth Croft. Avec une victoire est une deuxième place sur les deux premières courses, Megan Kimmel prend la première place du classement général. Ragna Debats remporte la Transvulcania devant Anne-Lise Rousset, Megan Kimmel est troisième et conserve la tête du classement. La SkyRace des Matheysins est remportée par Elena Rukhliada, les premières positions du classement sont inchangées. Avec une deuxième place sur le Livigno Skymarathon, Elisa Desco prend la première place du classement général, elle conforte cette position en remportant l'Olympus Marathon. Avec ses victoires sur le Livigno Skymarathon et le Buff Epic Trail 42K, deux courses SuperSky, Sheila Avilés se replace en 2e position au général. Ragna Debats reprend la tête en terminant à la 4e place du Buff Epic Trail 42K. Elle prend de l'avance au classement après sa victoire sur le Royal Ultra SkyMarathon et totalise alors 500 points. Sur la SkyRace Comapedrosa, Sheila Avilés confirme son état de forme en remportant largement la course, elle est alors à la première place du classement général avec 560 points. Johanna Åström remporte la Tromsø Skyrace puis le Matterhorn Ultraks Extreme et atteint la deuxième place du classement provisoire. Denisa Dragomir se révèle en fin de saison en avec un podium sur le Matterhorn Ultraks et une victoire sur la ZacUp SkyRace  devant une concurrence de haut niveau. La Pirin Ultra Skyrace est remportée par Ragna Debats qui remonte à la deuxième place du classement. Ainhoa Sanz Rodríguez remporte la Sky Pirineu devant Holly Page. La Skymasters, dernière course de la saison, rassemble huit des dix premières du classement général. Elle est remportée par Denisa Dragomir, qui confirme être l'athlète la plus en forme de la fin de saison. Sheila Avilés, deuxième des Skymasters, remporte le classement final avec plus de 100 points d'avance sur Ragna Debats.
- Sky (100 points au vainqueur)
- SuperSky (200 points au vainqueur)
- MasterSky (250 points au vainqueur)

| Course                     | Vainqueure            | Deuxième               | Troisième              | Leader du classement général |
| -------------------------- | --------------------- | ---------------------- | ---------------------- | ---------------------------- |
| Mt Awa SkyRace             | Elisa Desco           | Megan Kimmel           | Takako Takamura        | Elisa Desco                  |
| Yading Skyrun              | Megan Kimmel          | Ragna Debats           | Ruth Croft             | Megan Kimmel                 |
| Transvulcania              | Ragna Debats          | Anne-Lise Rousset      | Megan Kimmel           | Megan Kimmel                 |
| SkyRace des Matheysins     | Elena Rukhliada       | Hillary Gerardi        | Katie Schide           | Megan Kimmel                 |
| Madeira SkyRace            | Maria Koller          | Ekaterina Mityaeva     | Ester Casajuana        | Megan Kimmel                 |
| Livigno Skymarathon        | Sheila Avilés         | Elisa Desco            | Gisela Carrión Bertrán | Elisa Desco                  |
| Olympus Marathon           | Elisa Desco           | Ragna Debats           | Anne-Lise Rousset      | Elisa Desco                  |
| Buff Epic Trail 42K        | Sheila Avilés         | Johanna Åström         | Holly Page             | Ragna Debats                 |
| Royal Ultra SkyMarathon    | Ragna Debats          | Myriam Guillot-Boisset | Oihana Azkorbebeitia   | Ragna Debats                 |
| SkyRace Comapedrosa        | Sheila Avilés         | Ester Casajuana        | Claudia Sabata         | Sheila Avilés                |
| Tromsø Skyrace             | Johanna Åström        | Holly Page             | Hillary Gerardi        | Sheila Avilés                |
| Matterhorn Ultraks Extreme | Johanna Åström        | Hillary Gerardi        | Denisa Dragomir        | Sheila Avilés                |
| ZacUp SkyRace              | Denisa Dragomir       | Sheila Avilés          | Elisa Desco            | Sheila Avilés                |
| Pirin Ultra SkyRace        | Ragna Debats          | Marcela Vašínová       | Antonia Grigorova      | Sheila Avilés                |
| Sky Pirineu                | Ainhoa Sanz Rodríguez | Holly Page             | Gisela Carrión Bertrán | Sheila Avilés                |
| Sky Masters                | Denisa Dragomir       | Sheila Avilés          | Marcela Vašínová       | Sheila Avilés                |